# (33915) 2000 LA15
2000 LA15 (asteroide 33915) é um asteroide da cintura principal. Possui uma excentricidade de 0.18885920 e uma inclinação de 4.79034º.
Este asteroide foi descoberto no dia 5 de junho de 2000 por Crni Vrh em Crni Vrh.